# 이노우에 시온 (2000년)
이노우에 시온(일본어: 井上 詩音, 2000년 4월 25일~)는 일본의 축구 선수이다.

## 구단 경력
그는 2023년 J2리그의 방포레 고후에 입단했다. 2023년 리그 30경게 출전하여 1득점을 기록했다. 2024년 J1리그의 나고야 그램퍼스로 이적했다. 2025년 J2리그의 베갈타 센다이로 이적했다.